# Claus Walther Gerhardt
Claus Walther Gerhardt (* 15. Juni 1926 in Leipzig; † 1. Januar 2014 in Darmstadt) war ein deutscher Drucker und erster Prägemeister.

## Leben
Gerhardt wurde als Sohn eines Künstlers und Druckers geboren. Nach der Schule machte er eine Druckerausbildung im väterlichen Betrieb. Diese schloss er mit dem Prädikat "Prägemeister" der IHK Leipzig erfolgreich ab. Drei Jahre später wurde dieser Beruf offiziell als Ausbildungsberuf anerkannt, nachdem Gerhardt einen Antrag beim Sächsischen Innenministerium gestellt hatte. Im Jahr 1954 brachten er und sein Vater die seit den 1930er Jahren international bekannte Firma Graphische Werkstätten von Leipzig über Hamburg nach Darmstadt. Die Druckerei nahm ihren Sitz im Verlagsviertel in der Riedstraße. Die Druckerei heißt seitdem GWH Offizin. Präge- und Buchdruckerei. Die Druckerei wurde im Jahr 1977 verkauft. Eine von Gerhardt aufgebaute Sammlung Geprägte Form. Gebrauchsgrafische Kabinettstücke 1920–1970 befindet sich seit 2008 im Deutschen Buch- und Schriftmuseum.
In den 1960er Jahren studierte Gerhardt in seiner Freizeit Buch-, Druck-, Kunst- sowie Kulturgeschichte an der Universität Mainz sowie Druckmaschinenbau an der TH Darmstadt. Er promovierte im Jahr 1970 zu einem Thema der Druckgeschichte. Von 1971 bis 1993 lehrte er als Dozent an der Universität Mainz.
Gerhardt war im Jahr 1983 Mitbegründer und bis 1999 Vorsitzender des Internationalen Arbeitskreises Druck- und Mediengeschichte. Zuletzt war er dessen Ehrenvorsitzender. 
Er engagierte sich nebenamtlich als einziger öffentlich bestellter und vereidigter Sachverständiger für Drucken und Prägen. Er war zudem lange Zeit Vorstandsmitglied im Darmstädter Kunstverein. 

## Ehrungen
- Johann-Heinrich-Merck-Ehrung (1976)
- Gutenberg-Plakette der Stadt Mainz
- Bundesverdienstkreuz am Bande (12. Mai 1997)[4]

## Veröffentlichungen
- Warum wurde die Gutenberg-Presse erst nach über 350 Jahren durch ein besseres System abgelöst? In: A. Ruppel (Hrsg.): Gutenberg-Jahrbuch. Harrassowitz, Wiesbaden 1971, ISSN 0072-9094, S. 43–57.
- Der Buchdruck. Hiersemann, Stuttgart 1975, ISBN 3-7772-7521-2.
- Beiträge zur Technikgeschichte des Buchwesens. Polygraph-Verlag, Frankfurt/M. 1976, ISBN 3-87641-195-5.
- Besitzt Gutenbergs Erfindung heute noch einen Wert? In: A. Ruppel (Hrsg.): Gutenberg-Jahrbuch. Harrassowitz, Wiesbaden 1978, S. 212–217.